# Залізне вино

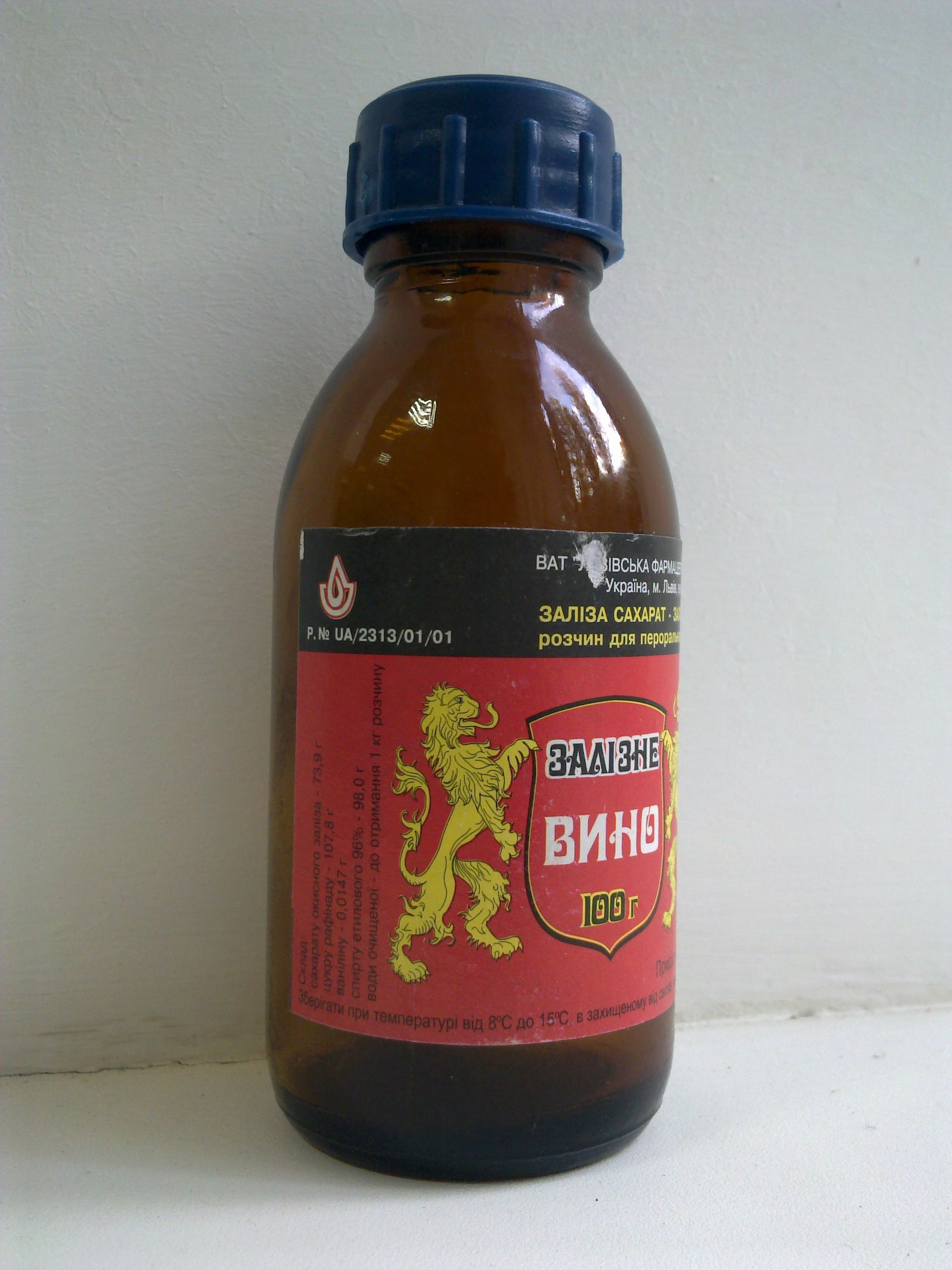
Пляшечка з-під Залізного вина, придбаного в Аптеці-музеї у Львові в 2009

Заліза сахарат — залізне вино лат. Ferri saccharati solutio. Розчин сахарату окисного заліза виробляється Львівською фармацевтичною фабрикою, затверджений Фармкомітетом МОЗ України 10 березня 1998 (реєстраційний номер Т/98/61/6).

## Загальна характеристика
Хімічна назва: заліза оксиду сахарат;
Основні фізико-хімічні властивості: прозора рідина червоно-бурого кольору, з ванільним запахом;
Склад: діюча речовина: 100 г розчину містять заліза оксиду сахарату — 7,39 г;
Допоміжні речовини: цукор-рафінад, ванілін, спирт етиловий, вода очищена.
Форма випуску. Розчин для перорального застосування.
Фармакотерапевтична група. Препарати тривалентного заліза. КОД АТС: В03А В02.

## Фармакологічні властивості
Фармакодинаміка. Заліза сахарат — антианемічний засіб, що містить тривалентне залізо. Сахарат заліза відносно стабільний і мало виділяє заліза у вигляді вільних іонів.
Тривалентне залізо є необхідним компонентом раціону людини, необхідним для синтезу гемоглобіну, міоглобіну, дихальних ферментів. Звичайно протягом доби людина з фекаліями і сечею втрачає від 1 мг до 2 мг заліза, що поповнюється з продуктами харчування. При збалансованому щодо заліза харчуванні дефіцит заліза не розвивається. При підвищеній втраті заліза або при патологіях, які супроводжуються порушенням його всмоктування у верхніх відділах тонкого кишечнику, розвивається дефіцит заліза, що може виявитись у вигляді залізодефіцитної анемії. Часто сприяють розвитку залізодефіцитної анемії менструації в жінок, що супроводжуються великими втратами крові. Застосування препарату «Заліза сахарат — залізне вино» сприяє зниженню дефіциту заліза в організмі при залізодефіцитній анемії.
Фармакокінетика. Після перорального прийому препарату всмоктування комплексу заліза відбувається в 12-палій кишці і верхніх відділах тонкого кишечнику. Його абсорбція не знижується в результаті взаємодії з компонентами їжі. Потрапивши у системний кровотік, залізо із сироватки крові переходить у тканини, що здатні його депонувати. Зокрема, у вигляді комплексу з феритином депонується в печінці. Пізніше, у кістковому мозку воно включається до складу гемоглобіну. У складі гемоглобіну залізо знаходиться в двовалентному вигляді, але саме тривалентне залізо стимулює утворення глобіну, що сприяє збільшенню гемоглобіну крові.
Механізм усмоктування тривалентного заліза активний, залежить від рівня дефіциту заліза в організмі і здійснюється таким чином, що в тонкому кишечнику не всмоктується заліза більше за фізіологічну норму.
Залізо виводиться з організму з фекаліями і сечею, в основному у вигляді продуктів обміну гемоглобіну.

## Показання для застосування
Профілактика і лікування залізодефіцитних станів різної етіології. Профілактика дефіциту заліза у дітей, жінок репродуктивного віку (особливо в період вагітності). Профілактика залізодефіцитної анемії у дорослих, що знаходяться на вегетаріанській дієті, в осіб літнього віку. Лікування залізодефіцитних анемій.

## Спосіб застосування та дози
Дорослим, а також вагітним жінкам і дітям з 12 років, препарат «Заліза сахарат — залізне вино» призначається внутрішньо по 1 столовій ложці в 0,5 склянки води три рази на день, після їжі. Розчин бажано всмоктувати через трубочку, щоб уникнути потемніння зубів, а після прийому препарату рот бажано прополоскати. Періодично, один раз у кілька тижнів, роблять аналіз крові і визначають рівень гемоглобіну. При нормалізації показника гемоглобіну прийом препарату припиняють.
Дітям віком від 1 до 12 років препарат призначають з розрахунку 3 мг заліза на 1 кг маси тіла на добу, що відповідає 1 мл препарату на 1 кг маси тіла на добу. Розрахункову добову дозу препарату розділяють на три разових. Тривалість прийому препарату визначається терміном нормалізації показника гемоглобіну в крові.

## Побічна дія
Звичайно добре переноситься. Побічні ефекти в більшості випадків слабко виражені і відразу зникають після припинення прийому препарату. Дуже рідко спостерігаються шлунково-кишкові розлади, такі як відчуття важкості і переповнення шлунка, відчуття розпирання в епігастральній ділянці. Можливе темне забарвлення калу, що зумовлено прийомом препарату і не має клінічного значення. Рідко — нудота, запор, діарея.

## Протипоказання
Підвищена чутливість до препарату чи його компонентів. Анемії, що не пов'язані з дефіцитом заліза, таласемії. Надлишок заліза в організмі: гемосидероз, гемохроматоз. Анемії, спричинені отруєнням свинцем, сидеробластна анемія.

## Передозування
Практично малоймовірне, оскільки усмоктування заліза з препарату відбувається шляхом активного транспорту, причому рівень усмоктування залежить від рівня дефіциту заліза в організмі і вище фізіологічної норми неможливе. Надлишок препарату, що не всмоктався, виводиться з організму з фекаліями. Не виключена ймовірність подразнення слизових оболонок шлунково-кишкового тракту надлишком препарату, що не всмоктався. Для усунення такого явища можливе призначення слизових відварів або цитопротекторних гелів.

## Особливості застосування
При призначенні препарату жінкам, які годують груддю, слід враховувати, що залізо потрапляє в грудне молоко і знаходиться там у вигляді комплексу з лактоферином. Тому, якщо в дитини немає дефіциту заліза, бажано застосування препарату тимчасово припинити.

## Взаємодія з іншими лікарськими засобами
Ефективність препарату підвищується при одночасному застосуванні препаратів фолієвої кислоти, вітаміну В12. Одночасне застосування з алопуринолом може спричинити накопичення заліза в печінці. Одночасне застосування з препаратами тетрацикліну знижує ефективність останніх. Ефективність препарату знижується при одночасному застосуванні з холестираміном. Бажано не застосовувати одночасно з пероральними препаратами токоферолу, щоб уникнути зниження активності останнього.

## Умови та термін зберігання
Зберігати в захищеному від світла та недоступному для дітей місці, при температурі від 8 °C до 15 °C. Термін придатності — 3 роки.

## Цікаво
Залізне вино є «фірмовим» препаратом у Аптеці-музею у Львові.

## Виноски
1. ↑  Забаглось вина? Біжіть в... аптеку. Архів оригіналу за 17 грудня 2007. Процитовано 12 вересня 2010.